# Кармен-сюита
Карме́н-сюи́та — одноактный балет хореографа Альберто Алонсо, поставленный на основе оперы Жоржа Бизе  «Кармен» (1875), оркестрованной специально для этой постановки композитором Родионом Щедриным (1967, музыкальный материал был существенно перекомпонован, сжат и заново аранжирован для оркестра из струнных и ударных без духовых). Либретто балета по мотивам новеллы Проспера Мериме написал его постановщик, Альберто Алонсо.
Премьера спектакля состоялась 20 апреля 1967 года на сцене Большого театра в Москве (Кармен — Майя Плисецкая). 1 августа того же года премьера балета состоялась в Гаване, в Кубинском национальном балете (Кармен — Алисия Алонсо).

## Содержание
В центре балета — трагическая судьба цыганки Кармен и полюбившего её солдата Хозе, которого Кармен покидает ради молодого Тореро. Взаимоотношения героев и гибель Кармен от руки Хозе предопределены Роком. Таким образом, история Кармен (в сравнении с литературным первоисточником и оперой Бизе) решена в символическом плане, что усилено единством места действия (площадка корриды).

## Музыка спектакля
Майя Плисецкая обратилась к Дмитрию Шостаковичу с просьбой о написании музыки к «Кармен», но композитор отказался, не желая, по его словам, конкурировать с Жоржем Бизе. Затем она просила об этом Арама Хачатуряна, но вновь получила отказ. Ей посоветовали обратиться к её мужу, Родиону Щедрину, также композитору.
— Делайте на Бизе! — сказал Алонсо … Сроки поджимали, музыка была нужна «уже вчера». Тогда Щедрин, который в совершенстве владел профессией оркестровки, существенно перекомпоновал музыкальный материал оперы Бизе. Репетиции начались под рояль. Музыка к балету состояла из мелодичных фрагментов оперы «Кармен» и сюиты «Арлезианка» Жоржа Бизе. Партитуре Щедрина особый характер придавали ударные инструменты, различные барабаны и колокола и множество их сочетаний, предложенных Щедрину ударником-солистом Большого театра Алексеем Огородниковым.
Порядок музыкальных номеров в транскрипции Родиона Щедрина:
- Вступление
- Танец
- Первое интермеццо
- Развод караула
- Выход Кармен и хабанера
- Сцена
- Второе интермеццо
- Болеро
- Тореро
- Тореро и Кармен
- Адажио
- Гадание
- Финал

(«Кармен-сюита» как музыкальное произведение приобрела необыкновенную популярность во всём мире.)

## История постановки
В конце 1966 года в Москву приехал на гастроли кубинский национальный балет (исп. Ballet Nacional de Cuba). Рахиль Мессерер мечтала о новом развитии самобытного таланта дочери Майи Плисецкой, характерное дарование которой могло понравиться Альберто Алонсо. Она договорилась о встрече, и Майя приехала на спектакль. За кулисами Альберто обещал вернуться с готовым либретто, если к сроку придёт официальное приглашение от советского министерства культуры. В этот период Майя получила Ленинскую премию совсем не за балетную партию персидки в опере «Хованщина». Она убедила министра культуры Екатерину Фурцеву пригласить Альберто для постановки балета «Кармен», в замыслах которого уже был образ свободолюбивой испанской цыганки, который он примерял на жену своего брата Алисию Алонсо. Екатерина Алексеевна помогла организовать это событие: 
«— Одноактный балет на сорок минут в стиле праздника испанского танца, как „Дон Кихот“, верно?. Это может укрепить советско-кубинскую дружбу».
Альберто помнил несколько слов по-русски со времён своей молодости, когда он танцевал в русском балете Монте-Карло. Он приступил к репетициям своего балета, версии «для советской сцены». Спектакль был приготовлен в рекордно короткие сроки, не поспевали мастерские, костюмы дошили к утру премьерного дня. На генеральную репетицию (она же оркестровая, световая и монтировочная) на основной сцене выделили всего один день. Словом, балет делался в суетной спешке.
Мировая премьера состоялась 20 апреля 1967 года в Большом театре (художник-постановщик Борис Мессерер, дирижёр Г. Н. Рождественский). В спектакле участвовали Майя Плисецкая (Кармен), Николай Фадеечев (Хозе), Сергей Радченко (Тореро), Александр Лавренюк (Коррехидор), Наталия Касаткина (Рок). При этом крайне страстный и не чуждый эротизма характер постановки вызвал у советского руководства неприятие, и в СССР балет Алонсо шёл в цензурированном виде. По воспоминаниям Майи Плисецкой:

советская власть пустила в театр Алонсо только потому, что он был «свой», с острова Свободы, но этот «островитянин» как раз взял и поставил спектакль не только о любовных страстях, но и о том, что нет на свете ничего выше свободы. И, конечно, этому балету так здорово досталось не только за эротику и мою «ходьбу» всей стопой, но и за политику, которая явственно в нём проглядывала.

После премьерного спектакля в директорской ложе Фурцевой не оказалось, она покинула театр. Спектакль не был похож на «короткий „Дон Кихот“», как она того ожидала, и был сырым. Второй спектакль должен был пойти в «вечере одноактных балетов» («тройчатке»), 22 апреля, но был отменён: 
«— Это большая неудача, товарищи. Спектакль сырой. Сплошная эротика. Музыка оперы изуродована… У меня большие сомнения, можно ли балет доработать».
 После доводов о том, что «придётся отменить банкет» и обещаний «сократить все шокирующие Вас эротические поддержки», Фурцева сдалась и разрешила спектакль, который прошёл в Большом 132 раза и около двухсот раз по всему миру.

## Отзывы критиков
Все движения Кармен-Плисецкой несли особый смысл, вызов, протест: и насмешливое движение плечом, и отставленное бедро, и резкий поворот головы, и пронизывающий взгляд исподлобья… Невозможно забыть, как Кармен Плисецкой — словно застывший сфинкс — смотрела на танец Тореадора, и вся её статичная поза передавала колоссальное внутреннее напряжение: она завораживала зрителей, приковывала к себе их внимание, невольно (или сознательно?) отвлекая от эффектного соло Тореадора.

Новый Хозе очень молод. Но сам по себе возраст не является категорией художественной. И не допускает скидок на малоопытность. Годунов сыграл возраст в тонких психологических проявлениях. Его Хозе насторожён и недоверчив. От людей ждет беды. От жизни:— подвохов. Раним и самолюбив.
Первый выход, первая поза — стоп-кадр, героически выдержанный лицом к лицу с залом. Живой портрет светловолосого и светлоглазого (в соответствии с портретом, созданным Мериме) Хозе.
Крупные строгие черты. Взгляд волчонка — исподлобья. Выражение отчуждённости. За маской угадываешь истинную человеческую суть — ранимость души, брошенной в Мир и миру враждебной. Портрет созерцаешь с интересом.
И вот он ожил и «заговорил». Синкопированная «речь» воспринята Годуновым точно и органично. Недаром к дебюту его готовил талантливый танцовщик Азарий Плисецкий, прекрасно по собственному опыту знающий и партию, и весь балет. Отсюда — тщательно проработанные, заботливо отшлифованные детали, из которых слагается сценическая жизнь образа..

## Экранизации
- 1968 (1969?) — фильм режиссёра Вадима Дербенёва по постановке Большого театра с участием первых исполнителей (Кармен — Майя Плисецкая, Хозе — Николай Фадеечев, Тореро — Сергей Радченко, Коррехидор — Александр Лавренюк, Рок — Наталия Касаткина).
- 1978 — фильм-балет режиссёра Феликса Слидовкера (Кармен — Майя Плисецкая, Хозе — Александр Годунов,  Тореро — Сергей Радченко, Коррехидор — Виктор Барыкин, Рок — Лойпа Араухо).
- 1968, 1972 и 1973 — экранизации постановки Кубинского национального балета.

## Постановки в других театрах
Постановка балета Альберто Алонсо была перенесена на многие сцены балетных театров СССР и мира балетмейстером-постановщиком А. М. Плисецким:
- 1973 — театр Хельсинки, Харьковский театр оперы и балета им. Лысенко (премьера — 4 ноября 1973), Одесский театр оперы и балета (совместно с А. М. Плисецким), Казанский театр оперы и балета, Белорусский театр оперы и балета, Театр оперы и балета Украины им. Шевченко
- 4 апреля 1974 — Башкирский театр оперы и балета (Уфа), Teatro Segura (Лима)[9]
- 1977 — Театр Колон (Буэнос-Айрес)
- 13 мая 1978 — Свердловский театр оперы и балета (7 февраля 1980 — возобновление)
- 1981 — Душанбинский театр оперы и балета
- 1982 — Театр оперы и балета им. Палиашвили (Тбилиси)

В 1992 г. балет «Кармен» поставил шведский хореограф Матс Эк с Аной Лагуной в главной роли.
19 апреля 2010 года спектакль вошёл в репертуар Мариинского театра (Кармен — Ирма Ниорадзе, Хозе — Илья Кузнецов, Тореадор — Антон Корсаков). Постановку осуществил педагог-репетитор Большого театра Виктор Барыкин, исполнитель партии Хозе в первой постановке.
2 августа 2011 на новой сцене Большого театра состоялся гала-концерт «Viva Alicia!» в честь балерины Алисии Алонсо, в котором партию Кармен исполнила балерина Светлана Захарова

## Постановки других хореографов
В 1974 году хореограф Валентин Елизарьев поставил спектакль на музыку Ж. Бизе в аранжировке Р. Щедрина на основе собственного либретто, написанного на основе цикла стихотворений «Кармен» Александра Блока. Премьера состоялась в Большом театре Белорусской ССР (Минск)
«Слушая эту музыку, я увидел свою Кармен, существенно отличающуюся от Кармен в других спектаклях. Для меня она не только незаурядная женщина, гордая и бескомпромиссная, и не только символ любви. Она — гимн любви, любви чистой, честной, жгучей, требовательной, любви колоссального полёта чувств, на которые не способен ни один из встретившихся ей мужчин.
Кармен не кукла, не красивая игрушка, не уличная девка, с которой многие не прочь бы позабавиться. Для неё любовь — суть жизни. Никто не смог оценить, понять её внутренний мир, скрытый за ослепительной красотой.
Страстно полюбил Кармен Хозе. Любовь преобразила грубого, ограниченного солдата, открыла ему духовные радости, но для Кармен его объятия вскоре превращаются в цепи. Упоённый своим чувством, Хозе не пытается понять Кармен. Он начинает любить уже не Кармен, а своё чувство к ней…
Она могла бы полюбить и Тореро, который неравнодушен к её красоте. Но Тореро — утончённо галантный, блистательный и бесстрашный — внутренне ленив, холоден, он не способен бороться за любовь. И естественно, такого, как он, не может любить требовательная и гордая Кармен. А без любви нет счастья в жизни, и Кармен принимает смерть от Хозе, чтобы не вступать на путь компромисса или одиночества вдвоем».
Хореограф-постановщик Валентин Елизарьев